# Muhamed Keita
Muhamed Maudo Keita (Banjul, 2 settembre 1990) è un calciatore norvegese, attaccante svincolato.

## Carriera

### Club

#### Strømsgodset
Dopo aver giocato nel Drafn, in 6. divisjon, Keita è entrato nelle giovanili dello Strømsgodset. Ha esordito con questa il 14 aprile 2008, nella sfida contro il Brann, terminata 1-1: è entrato in campo a partita in corso, sostituendo Mattias Andersson. Il 2 luglio dello stesso anno, ha sostituito David Nielsen nell'incontro valido per il Norgesmesterskapet 2008 tra lo Strømsgodset e il Pors Grenland. In poco più di mezz'ora di gioco, Keita ha realizzato una tripletta, che ha fissato il punteggio sul 5-2 finale in favore della sua squadra.
Nella stagione successiva, ha ottenuto maggiore spazio: il 26 aprile 2009 ha realizzato la prima rete nell'Eliteserien, ai danni dello Stabæk, sancendo l'1-0 finale. Ha concluso il campionato con 24 apparizioni e 5 reti, a cui vanno aggiunte altre 2 gare nella coppa nazionale, senza andare in gol. Nella stagione 2010, si è sbloccato il 4 luglio, realizzando la rete del vantaggio dello Strømsgodset sull'Hønefoss, che poi è riuscito a portare l'incontro sull'1-1 finale. Ha contribuito alla vittoria finale del Norgesmesterskapet 2010, primo trofeo della sua carriera.
In virtù di questo successo, lo Strømsgodset ha centrato la qualificazione per l'edizione successiva dell'Europa League. Il 28 luglio ha potuto giocare così il primo incontro nelle coppe europee per club, sebbene nei turni preliminari: è stato infatti titolare nella sconfitta per 2-1 contro l'Atlético Madrid. Ha fatto parte della squadra che ha vinto il campionato 2013.

#### Lech Poznań
Il 2 giugno 2014 ha firmato ufficialmente un contratto con i polacchi del Lech Poznań, valido a partire dalla riapertura del calciomercato. Ha esordito nell'Ekstraklasa in data 20 luglio, schierato titolare nella vittoria casalinga per 4-0 sul Piast Gliwice. Il 26 ottobre ha realizzato la prima rete nella massima divisione locale, determinando il successo per 1-0 sul Górnik Łęczna. A fine stagione, il Lech Poznań si è aggiudicato la vittoria in campionato; la squadra ha raggiunto anche la finale della Puchar Polski, persa per 1-2 contro il Legia Varsavia. Keita ha totalizzato 28 presenze e 3 reti, tra campionato e coppe.

#### Il ritorno in Norvegia
Il 23 giugno 2015, lo Stabæk ha annunciato d'aver trovato un accordo con il Lech Poznań per il trasferimento di Keita con la formula del prestito fino al termine della stagione, a partire dal 15 luglio successivo. Ha esordito il 25 luglio, nel pareggio per 2-2 sul campo dell'Haugesund. Il 19 settembre ha realizzato la prima rete, nel successo per 2-1 sul Tromsø. Ha chiuso la stagione con 13 presenze e 3 reti tra tutte le competizioni, con lo Stabæk che ha raggiunto il 3º posto finale in campionato, qualificandosi per l'Europa League 2016-2017. Al termine dell'annata, è tornato al Lech Poznań per fine prestito.
Il 5 gennaio 2016 ha fatto ufficialmente ritorno allo Strømsgodset, sempre con la formula del prestito fino all'estate successiva: l'accordo prevedeva un'opzione per l'acquisto definitivo del giocatore. Durante questo arco di tempo, ha totalizzato 17 presenze e 6 reti tra tutte le competizioni. Il 17 agosto, lo Strømsgodset ha reso noto che il prestito di Keita non sarebbe stato prolungato, col giocatore che avrebbe così fatto ritorno al Lech Poznań. Lo stesso 17 agosto, lo Stabæk ha annunciato d'aver ingaggiato Keita con la formula del prestito fino al termine della stagione.
Terminato anche questo prestito, ha fatto ritorno in Polonia. Il 24 marzo 2017 è passato, sempre in prestito, al Vålerenga: ha scelto di vestire la maglia numero 17. Il prestito sarebbe terminato il successivo 10 luglio.

#### New York Red Bulls
Il 28 luglio 2017, gli statunitensi dei New York Red Bulls – franchigia della Major League Soccer – hanno reso noto d'aver completato l'acquisto di Keita. Dopo aver disputato solo 6 partite, a febbraio 2018 rimane svincolato.

#### Ritorno allo Strømsgodset
Il 24 aprile 2019 ritorna a far parte di una squadra di calcio dopo più di un anno da svincolato tornando allo Strømsgodset.

### Nazionale
Keita ha esordito per la Norvegia under 21 il 3 settembre 2010, nella sfida contro i pari età di Cipro: il calciatore di origine gambiana ha sostituito Espen Børnfsen nel corso del secondo tempo. Quattro giorni dopo, ha debuttato da titolare contro la Slovacchia, giocando 87 minuti e venendo ammonito: è stato poi sostituito da Fredrik Semb Berge. Il 2 giugno 2011 ha siglato la prima rete, nella sconfitta per 1-4 contro la Svezia. Il 7 maggio 2013, è stato incluso nella lista provvisoria consegnata all'UEFA dal commissario tecnico Tor Ole Skullerud in vista del campionato europeo Under-21 2013. Il 22 maggio, il suo nome è stato però escluso dai 23 calciatori scelti per la manifestazione.

## Statistiche

### Presenze e reti nei club
Statistiche aggiornate al 28 luglio 2017.
| Stagione            | Club                | Campionato          | Campionato | Campionato | Coppe nazionali | Coppe nazionali | Coppe nazionali | Coppe continentali | Coppe continentali | Coppe continentali | Supercoppe | Supercoppe | Supercoppe | Totale | Totale |
| Stagione            | Club                | Comp                | Pres       | Reti       | Comp            | Pres            | Reti            | Comp               | Pres               | Reti               | Comp       | Pres       | Reti       | Pres   | Reti   |
| ------------------- | ------------------- | ------------------- | ---------- | ---------- | --------------- | --------------- | --------------- | ------------------ | ------------------ | ------------------ | ---------- | ---------- | ---------- | ------ | ------ |
| 2006                | Drafn               | 6D                  | ?          | ?          | CN              | ?               | ?               | -                  | -                  | -                  | -          | -          | -          | ?      | ?      |
| 2008                | Strømsgodset        | ES                  | 9          | 0          | CN              | 3               | 4               | -                  | -                  | -                  | -          | -          | -          | 12     | 4      |
| 2009                | Strømsgodset        | ES                  | 24         | 5          | CN              | 2               | 0               | -                  | -                  | -                  | -          | -          | -          | 26     | 7      |
| 2010                | Strømsgodset        | ES                  | 22         | 3          | CN              | 6               | 2               | -                  | -                  | -                  | -          | -          | -          | 28     | 5      |
| 2011                | Strømsgodset        | ES                  | 26         | 4          | CN              | 4               | 5               | UEL                | 2                  | 0                  | -          | -          | -          | 32     | 9      |
| 2012                | Strømsgodset        | ES                  | 19         | 3          | CN              | 5               | 2               | -                  | -                  | -                  | -          | -          | -          | 24     | 5      |
| 2013                | Strømsgodset        | ES                  | 19         | 3          | CN              | 1               | 0               | UEL                | 1                  | 1                  | -          | -          | -          | 21     | 4      |
| gen.-lug. 2014      | Strømsgodset        | ES                  | 6          | 0          | CN              | 1               | 0               | UCL                | -                  | -                  | -          | -          | -          | 7      | 0      |
| 2014-2015           | Lech Poznań         | EK                  | 19         | 2          | CP              | 6               | 1               | UEL                | 3                  | 0                  | -          | -          | -          | 28     | 3      |
| lug.-dic. 2015      | Stabæk              | ES                  | 11         | 2          | CN              | 2               | 1               | -                  | -                  | -                  | -          | -          | -          | 13     | 3      |
| gen.-ago. 2016      | Strømsgodset        | ES                  | 13         | 4          | CN              | 2               | 0               | UEL                | 2                  | 2                  | -          | -          | -          | 17     | 6      |
| Totale Strømsgodset | Totale Strømsgodset | Totale Strømsgodset | 138        | 22         |                 | 24              | 13              |                    | 5                  | 3                  |            | -          | -          | 167    | 38     |
| ago.-dic. 2016      | Stabæk              | ES                  | 9+2        | 3+0        | CN              | -               | -               | UEL                | -                  | -                  | -          | -          | -          | 11     | 3      |
| Totale Stabæk       | Totale Stabæk       | Totale Stabæk       | 20+2       | 5+0        |                 | 2               | 1               |                    | -                  | -                  |            | -          | -          | 24     | 6      |
| mar.-lug. 2017      | Vålerenga           | ES                  | 6          | 1          | CN              | 0               | 0               | -                  | -                  | -                  | -          | -          | -          | 6      | 1      |
| lug.-dic. 2017      | N.Y. Red Bulls      | MLS                 | 0          | 0          | USOC            | 0               | 0               | -                  | -                  | -                  | -          | -          | -          | 0      | 0      |
| Totale              | Totale              | Totale              | 183+2      | 30+0       |                 | 32              | 15              |                    | 8                  | 3                  |            | -          | -          | 225    | 48     |

## Palmarès

### Club

#### Competizioni nazionali
- Coppa di Norvegia: 1

Strømsgodset: 2010
- Campionato norvegese: 1

Strømsgodset: 2013
- Campionato polacco: 1

Lech Poznań: 2014-2015
- Supercoppa di Polonia: 1

Lech Poznan: 2015